# Гвидо Новелло да Полента
Гвидо Новелло да Полента (итал. Guido Novello da Polenta; не позже 1275—1330) — сеньор Равенны в 1316—1322 годах из гвельфского рода да Полента. Известен как покровитель Данте.

## Биография

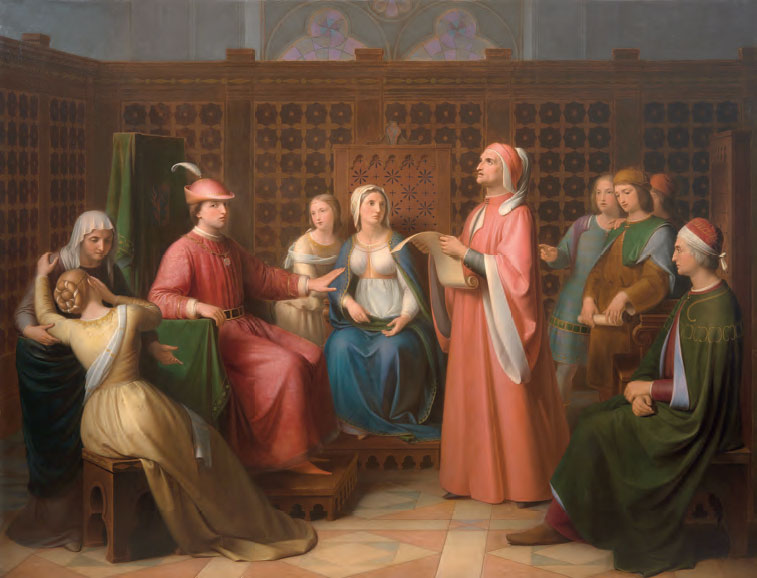
Данте перед Гвидо Новелло да Полента

Гвидо, родившийся не позже 1275 года, был сыном кондотьера Остасио да Полента и внуком сеньора Равенны Гвидо Старого (о его матери ничего не известно). Он впервые упоминается в источниках в 1300 году в связи с одной семейной церемонией. Не позже 1310 года Гвидо женили на представительнице аристократической семьи Мальвичини, чтобы таким образом упрочить влияние Полента в Равенне. В соответствии с семейной традицией он занимал высшие должности в разных городах Романьи: капитана народа в Реджо (1307 и 1314 годы), подеста в Чезене (1314).
После смерти в 1316 году своего дяди Ламберто, «вечного подеста» Равенны, Гвидо Новелло унаследовал его должность и стал, таким образом, равеннским сеньором. О его правлении известно немногое. По-видимому, Гвидо стремился сосредоточиться на внутренних делах, но иногда ему приходилось вести войны (неудачную войну с Баньякавалло в 1319 году, удачную со своим кузеном Альберто ди Гвидо Риччо в 1321). Для его правления характерно усиление противоречий в отношениях с Венецией, стремившейся контролировать торговлю солью.
В 1322 году Гвидо был избран капитаном народа в Болонье и передал власть над Равенной своему брату архиепископу Ринальдо. Последний вскоре был убит кузеном Остасио, захватившим власть над городом. Гвидо сначала заручился поддержкой болонцев для борьбы с Остасио, но позже был ими изгнан. Он всё же попытался занять Равенну в июне 1323 года, но потерпел поражение. О дальнейшей его жизни ничего не известно. Гвидо Новелло умер в изгнании в 1330 году (возможно, в Болонье).
Гвидо известен в первую очередь как правитель, давший приют изгнаннику Данте Алигьери. Последний провёл в Равенне последние годы своей жизни и выполнял дипломатические поручения Гвидо. Именно во время посольства в Венеции поэт заболел малярией и умер; сеньор Равенны устроил пышные похороны, произнёс над телом Данте речь и увенчал его тело лавровым венком. Гвидо сам писал стихи, в которых, возможно, чувствуется влияние Данте. В литературе иногда встречаются оценки этого правителя как интеллектуала, пытавшегося уклониться от участия в политической борьбе.

## Семья
Гвидо Новелло женился до 16 марта 1310 года на Катерине деи Конти Мальвичини ди Баньякавалло (умерла в 1327 году). В этом браке родились пятеро детей:
- Ламберто (умер в 1376);
- Констанца, жена Николо да Каррара;
- Остасио (умер в 1366);
- Полентесия, жена Малатестино Новелло Малатеста;
- Катерина (умерла в 1371), монахиня[1].